# الملحى (إب)
الملحى هي إحدى قرى الجمهورية اليمنية. تتبع جغرافيا لمحافظة إب وإداريًا لمديرية المخادر. يبلغ تعداد سكانها 3255 نسمة حسب الإحصاء الذي أجري عام 2004.